# Озёрский сельсовет (Курская область)
Озёрский сельсове́т — административно-территориальная единица и муниципальное образование (сельское поселение) в Щигровском районе Курской области.
Административный центр — посёлок Плодовый.

## География
Населённые пункты Озёрского сельсовета расположены по берегам реки Рать.

## История
Озёрский сельсовет существовал на территории Щигровского района после Великой Отечественной войны.
В июне 1954 года во исполнение Указа Президиума Верховного Совета РСФСР «Об укрупнении сельских Советов» в состав Озёрского сельсовета вошли населённые пункты упразднённого Крутовского сельсовета.
Решением Щигровского исполкома от 15 февраля 1960 года № 48 Озёрский сельсовет был упразднён, а его населённые пункты были переданы в состав Мелехинского сельсовета.
В 1967 году был вновь образован Крутовский сельсовет, в составе которого в апреле 1978 года был зарегистрирован посёлок Плодовый.
В сентябре 1979 года был восстановлен Озёрский сельсовет с центром в посёлке Плодовый. Помимо этого, в состав Озёрского сельсовета были включены населённые пункты Крутовского сельсовета: деревни Интернациональная, Колодезки, Матвеевка, Озёрки и посёлок Суходол.
Озёркий сельсовет получил статус сельского поселения в соответствии с законом Курской области № 48-ЗКО «О муниципальных образованиях Курской области» от 14 октября 2004 года.

## Население
| 2002 | 2010 | 2012 | 2013 | 2014 | 2015 | 2016 |
| ---- | ---- | ---- | ---- | ---- | ---- | ---- |
| 648  | ↘484 | ↘468 | ↘451 | ↘431 | ↘425 | ↘409 |
| 2017 | 2018 | 2019 | 2020 | 2021 |      |      |
| ↘401 | ↘396 | ↘378 | ↘373 | ↘339 |      |      |

## Состав сельского поселения
| № | Населённый пункт  | Тип населённого пункта          | Население |
| - | ----------------- | ------------------------------- | --------- |
| 1 | Интернациональная | деревня                         | ↘59       |
| 2 | Колодезки         | деревня                         | ↘81       |
| 3 | Матвеевка         | деревня                         | ↘74       |
| 4 | Озёрки            | деревня                         | ↘20       |
| 5 | Плодовый          | посёлок, административный центр | ↘228      |
| 6 | Суходол           | посёлок                         | ↘22       |

## Транспорт
Населённые пункты Озёрского сельсовета связаны автомобильной дорогой с твёрдым покрытием с Пригородненским сельсоветом и городом Щигры, а также с Крутовским сельсоветом (от деревни Колодезки).